# Языки Дании
В Королевстве Дания единственным официальным языком является датский — национальный язык датчан, однако существует несколько языков, на которых говорят меньшинства: немецкий, фарерский и гренландский.
Бо́льшая часть датчан также свободно владеет английским, однако представление, что он является вторым языком (то есть используется в повседневной жизни), является заблуждением.

## Официальные языки меньшинств
Немецкий язык в Дании

### Немецкий язык
Немецкий язык является официальным языком меньшинств на территории Южной Ютландии (в регионе Южная Дания), которая была частью Германской империи и перешла к Дании по условиям Версальского мирного договора. В Южной Ютландии живёт около 15 — 20 тысяч этнических немцев, из которых около 8 тысяч повседневно говорит на немецком или шлезвигском, диалекте нижнесаксонского языка. Шлезвигский диалект серьёзно отличается от стандартного немецкого языка и может с трудом пониматься разговаривающими на стандартном немецком. За пределами Южной Ютландии немецкий язык используется в церкви Св. Петра в Копенгагене, на сайте этой церкви и школе при церкви.

### Гренландский язык
Гренландский язык является основным разговорным языком 54 тысяч инуитов, проживающих в Гренландии, являющейся, как и Фарерские острова, самоуправляемой территорией. Около 7 тысяч человек говорит на гренландском языке в континентальной Дании.

### Фарерский язык
Фарерский, как и датский — один из скандинавских языков. Фарерский язык является основным языком Фарерских островов, самоуправляющейся территорией королевства. На фарерском языке также говорят фарерские иммигранты в континентальной части Дании.